# Титульный суверенный народ Украины
«Государство титульного суверенного народа Украины» (укр. Государство титульного суверенного народу України), более известное как «Титульный суверенный народ Украины» (укр. Титульний суверенний народ України, ТСНУ) — виртуальное государство, провозглашённое в селе Бакаевка Черниговской области Украины, действующее в Чернигове и занимавшееся преимущественно выдачей документов собственного образца.

## Деятельность
ТСНУ выпускало банкноты, а также выдавало различные документы собственного образца — водительские удостоверения, номерные знаки автомобилей, паспорта и другие. ТСНУ утверждало, что обладатели паспорта ТСНУ, называемого «паспортом коренного народа Украины» и продаваемого в 2016 году за 600 гривен, якобы получают иммунитет от преследования судебными органами Украины и освобождаются от уплаты налогов и коммунальных платежей.
ТСНУ выдавало документы на землю, которые были признаны судами ничтожными, в результате чего пострадали жители Харькова, Чернигова, Одессы, Днепра и Запорожья. Также ТСНУ выдавало недействительные документы на автомобили, которые были ввезены в Украину в режиме временного ввоза на год, но по которым по прошествии этого срока не были уплачены необходимые таможенные платежи. Также члены организации уклонялись от воинской обязанности.
У ТСНУ имелись представительства и «дипломатические консульства» в других населённых пунктах Украины, а также официальный сайт с различными документами.
ТСНУ утверждает, что имеет императора, кабинет министров, генерала армии, суды, правоохранительные и финансовые органы, органы местного самоуправления и т. д. Свои органы ТСНУ называет замысловатыми названиями вроде «Центральный банк внешнеэкономического рынка финансовых активов Украины», «Офис-администрация небанковского финансового учреждения внешнеэкономического рынка финансовых активов Украины» и «Офис-администрация атторней-генерала внешнеэкономического рынка финансовых активов Украины».

## История
В 2002 году жители Бакаевки Андрей Дырда и Виктор Москаленко провозгласили в селе Бакаевка «Южно-Черниговское сударство» (укр. Чернігівське південне сударство), позднее ставшее известным как ТСНУ. Они выдавали односельчанам и другим людям паспорта «Сударства», создали представительство в районном центре Ичне и «дипломатическое консульство» в Чернигове, а также пытались судить участкового милиционера и районного прокурора.
По данным издания Цензор.нет, двое сооснователей ТСНУ закончили российские военные академии и ранее были гражданами России.
В Чернигове была создана организация «Государство титульного суверенного народа Украины», которой руководит «государь-император» Олег Брылёв, бывший преподаватель философии в Черниговском технологическом университете. По состоянию на 2016 год именно это отделение занималось выдачей документов собственного образца.
В 2016 году СБУ начало расследование деятельности организации в связи с её хозяйственной деятельностью, связанной с землёй. СБУ заявляет, что ТСНУ была ликвидирована в 2016 году, но по состоянию на 2023 год официальный сайт ТСНУ продолжает функционировать, на нём публикуются обращения «императора» Брылёва к высшим должностным лицам Украины.